# Unterseeboot 505
Unterseeboot 505 ou U-505 est un sous-marin allemand de type IX. C utilisé par la Kriegsmarine pendant la Seconde Guerre mondiale.
Faisant partie de la 2. Unterseebootsflottille, flottille de combat basée à Lorient, il est arraisonné en Atlantique nord le 4 juin 1944, après un combat acharné avec les destroyers du Task Group 22.3 de la marine américaine. L’U-505 fut capturé, avec son journal de bord et son code secret.
Depuis 1954, il est exposé au Museum of Science and Industry de Chicago.

## Caractéristiques techniques
- Longueur : 76,8 mètres
- Largeur : 6,8 mètres
- Hauteur : 9,60 mètres
- Tirant d'eau : 4,7 mètres
- Déplacement en surface : 1 120 tonnes
- Déplacement en plongée : 1 232 tonnes
- Propulsion : 2 moteurs Diesel MAN de 4 400 cv et 2 moteurs électriques SSW de 1 000 cv - 2 hélices de 1,92 mètre de diamètres
- Mazout : 210 tonnes
- Rayon d'action en surface à 12 nœuds : 11 000 milles
- Rayon d'action en surface à 18,3 nœuds : 5 000 milles
- Rayon d'action en plongée à 4 nœuds : 63 milles
- Rayon d'action en plongée à 2 nœuds : 7,3 milles
- Armement : 6 tubes lance-torpilles de 53,3 cm ; 1 pièce de 105 mm sur la plage avant, supprimée par la suite ; 1 pièce anti-aérienne de 37 mm ; 2 pièces anti-aériennes jumelées de 20 mm
- Réserve torpilles : 22

## Affectations successives
- 4. Unterseebootsflottille du 26 août 1941 au 31 janvier 1942

(formation de base à Stettin en Pologne )
- 2. Unterseebootsflottille du 1er février 1942 au 4 juin 1944

## Commandants successifs
| Début du commandement | Fin du commandement | Nom du commandant |
| --------------------- | ------------------- | ----------------- |
| 26 août 1941          | 5 septembre 1942    | Axel-Olaf Loewe   |
| 6 septembre 1942      | 24 octobre 1943     | Peter Zschech     |
| 24 octobre 1943       | 7 novembre 1943     | Paul Meyer        |
| 8 novembre 1943       | 4 juin 1944         | Harald Lange      |

## Navires coulés
8 navires coulés pour un total de 45 005 tonneaux au cours de ses 12 patrouilles.
| Patrouille                                                               | Date            | Nom                                | Nationalité     | Tonnage | Fait  |
| ------------------------------------------------------------------------ | --------------- | ---------------------------------- | --------------- | ------- | ----- |
| 2éme patrouille du 11 février au 7 mai 1942 en Afrique de l'ouest        | 5 mars 1942     | S.S. Benmohr (cargo à vapeur)      | Grande-Bretagne | 5 920   | coulé |
| 2éme patrouille du 11 février au 7 mai 1942 en Afrique de l'ouest        | 6 mars 1942     | M.V. Sydhav (pétrolier)            | Norvège         | 7 587   | coulé |
| 2éme patrouille du 11 février au 7 mai 1942 en Afrique de l'ouest        | 3 avril 1942    | S.S. West Irmo (cargo à vapeur)    | Etats-Unis      | 5 775   | coulé |
| 2éme patrouille du 11 février au 7 mai 1942 en Afrique de l'ouest        | 4 avril 1942    | S.S. Alphacca (cargo à vapeur)     | Pays-Bas        | 5 759   | coulé |
| 3e patrouille du 7 juin au 25 août 1942 dans les eaux du Panama          | 28 juin 1942    | S.S. Sea Thrush (cargo à vapeur)   | Etats-Unis      | 5 447   | coulé |
| 3e patrouille du 7 juin au 25 août 1942 dans les eaux du Panama          | 29 juin 1942    | S.S. Thomas McKean (Liberty ship)  | Etats-Unis      | 7 191   | coulé |
| 3e patrouille du 7 juin au 25 août 1942 dans les eaux du Panama          | 22 juillet 1942 | Urious (bateau de pêche)           | Colombie        | 153     | coulé |
| 4e patrouille du 4 octobre au 12 décembre 1942 dans les Petites Antilles | 7 novembre 1942 | S.S.Ocean Justice (cargo à vapeur) | Grande-Bretagne | 7 173   | coulé |

## Historique
L'U-505 est mis en chantier le 12 juin 1940 à Hambourg par les chantiers Deutsche Werft AG, avant d'être lancé le 24 mai 1940 et armé le 26 août de la même année. L'U-505 est alors affecté à la 4. U-Flottille jusqu'au 31 janvier 1942. Le navire est commandé par le Kapitänleutnant Alex-Olaf Loewe.

### Départ de Kiel pour Lorient
L'U-505 appareille de Kiel pour rejoindre Lorient via la mer Baltique, le Jutland, la mer du Nord et l'Océan Atlantique après avoir contourné la Grande-Bretagne. Il arrive sans encombre à Lorient le 3 février.

### Début la chasse en Atlantique
Le 11 février, il appareille pour se rendre le long des côtes de l'Afrique de l'Ouest via le golfe de Gascogne et le Cap vert, à la chasse aux navires alliés.
Le 5 mars vers 23 h, il coule le cargo mixte britannique Benmohr de quatre coups de torpille. Le lendemain, à 11 h 31, il coule le pétrolier norvégien Sydhav. 12 marins du Sydhav disparaissent dans le naufrage. Les 24 survivants sont pris en charge par le chalutier armé HMS Kelt. L'U-505 étant trop proche de sa cible, il est légèrement endommagé. Le Kplt Loewe se dirige vers le sud et les côtes du Libéria et de la Sierra Leone.
Le 3 avril, il repère le cargo américain West Irmo et son escorteur, le chalutier armé HMS Copinsay. À 21 h 31, le cargo est coulé par un tir de torpille. Le lendemain, à 21 h 29, il coule le cargo néerlandais Alphacca. 14 marins sont tués durant l'attaque.
L'U-505 rentre à Lorient le 7 mai, après une campagne de 86 jours et 4 navires coulés.

### Nouvelle campagne
Le 1er juin 1942, le Kplt Loewe est promu Korvettenkapitän, et le 7 juin, l'U-505 repart en direction des Caraïbes. Le but est de couler des navires passant au niveau du canal de Panama. Le 28 juin, à 18 h 54, il attaque le cargo américain Sea Thrust avec deux torpilles. Le cargo est achevé d'une troisième torpille et coule à 20 h 0. Le lendemain, à 13 h 55, le sous-marin attaque à la torpille le liberty-ship Thomas McKean. Le navire est coulé au canon. L'U-505 se dirige ensuite vers les canots de sauvetage pour interroger l'équipage et lui demander s'il a besoin d'aide. Plusieurs sous-mariniers montent à bord des canots pour prodiguer des soins aux blessés.
Le 22 juillet, l'U-505 repère à 13 h 35 le trois-mâts colombien Roamar. Après plusieurs coups de semonce, le voilier continue sa route. Le KKpt Loewe le coule, bien que la Colombie soit alors un pays neutre.

### Début des difficultés
Le 27 juillet, les tubes 1 et 3 deviennent inopérants à la suite de fuites d'eau. De plus, la santé du KKpt Loewe est préoccupante[précision nécessaire]. Le 1er août, l'équipage reçoit l'ordre de rentrer à Lorient, ce qui est fait le 25 août.

### Changement de commandant
La dégradation de l'état de santé du KKpt Loewe entraîne sa mutation à terre ; le nouveau commandant, le Kplt Zschech le remplace. Le 4 octobre, l'U-505 appareille pour l'Amérique du Sud. Le 7 novembre, à 0 h 18 min 37 s, l'U-505 coule le cargo britannique Ocean Justice en lui lançant deux torpilles. Le 10 novembre, le sous-marin est attaqué par surprise par le Lockheed Hudson III V9253/L du 53 Squadron de la R.A.F. L'U-505 n'a pas le temps de plonger et deux hommes sont blessés, l'armement anti-aérien est détruit, une soute à carburant est percée et l'un des ballasts ne fonctionne plus, privant le sous-marin de plonger. Malgré les dégâts, l'équipage tente de rentrer à Lorient.
Le 11 novembre, grâce à des réparations effectuées par l'équipage, l'U-505 peut à nouveau plonger et le 12 décembre, il rejoint Lorient.

### Nouvelles campagnes
Il faut 6 mois pour que l' U-505 puisse reprendre la mer. Pendant 3 mois et 23 jours et 6 missions, l' U-505 enchaîne les avaries et ne coule aucun navire ennemi. Moqué par ses pairs, le Klpt Zschech décide le 24 octobre, de mettre fin à ses jours en se tirant une balle dans la tête avec son pistolet Walter PPK. L'OlzS Paul Mayer prend le commandement du sous-marin qui rentre à Lorient le 7 novembre.
Un nouveau commandant est affecté au sous-marin, l'OlzS Harald Lange. Harald Lange a servi pendant une année le sous-marin U-180, sous les ordres du commandant Werner Musenberg, avant de prendre le commandement de l’U-505.
Le 25 janvier 1944, l'U-505 appareille pour sa 11e mission et le 28 janvier, il reçoit l'ordre de secourir les potentiels survivants des torpilleurs T25 et T26, ainsi que du destroyer Z27. L'U-505 sauve 33 marins.

### Nouvelle base
En mars, l'U-505 rejoint sa nouvelle base, Brest. Le 16 mars, le sous-marin appareille pour sa 12e mission, la chasse aux navires alliés le long des côtes de l'Afrique de l'Ouest.

### Capture
Le 3 juin 1944 au soir, le long de la côte ouest de l’Afrique, le radar de l’U-505 détecte la présence de plusieurs bâtiments ennemis. Devant le danger, l’U-505 effectue une plongée rapide à 20 mètres de profondeur. L' U-Boot détecte le bruit des hélices de plusieurs destroyers qui le recherchent. Il s’agit d'un groupe de chasseurs de sous-marins de l’US Navy, composé du porte-avions d'escorte USS Guadalcanal et des destroyers d'escorte, USS Pillsbury (en), USS Pope (en), USS Flaherty (en), USS Chatelain (en) et USS Jenks (en). Les services d'interception Ultra révélent la présence d'un U-Boot dans ce secteur. La patrouille est infructueuse ; le dernier jour, le dimanche 4 juin 1944, à 11 h 9, alors que le groupe de chasse se prépare à rallier Casablanca, il obtient un contact au sonar.
L'attaque est lancée par le destroyer Chatelain. Il est aidé par une patrouille de deux Wildcats lancés par le porte-avions. Ceux-ci sont capables de distinguer la silhouette du sous-marin, allant jusqu'à mitrailler l'océan pour montrer la position aux destroyers qui grenadent.
Obligé de rester en plongée, les réserves d’air s’amenuisant, l’U-505 est poursuivi et bombardé de charges explosives sous-marines qui bloquent le gouvernail à tribord et les appareils de commande. L'éclairage est coupé ; une voie d'eau se déclare dans le compartiment des tubes lance-torpilles arrière. Le sous-marin s'enfonce doucement dans l’océan. Au capitaine, s'offre deux solutions : soit remonter à la surface et être fait prisonnier, soit sombrer en sabordant le bateau. Si la première solution était envisagée, elle devait être rapidement choisie, car il ne restait que peu d’air comprimé, impératif pour faire remonter le submersible. L'un des pilotes d’avions chargés de surveiller les environs signale une nappe d’huile et l’apparition soudaine du sous-marin qui émerge à 700 yards (640 mètres) du destroyer le plus proche.
Le capitaine de corvette Harald Lange, officier du sous-marin allemand, sort le premier dans la "baignoire" et est mis hors de combat par la mitraille tirée par les deux avions et trois des destroyers. Ordre est donné d'évacuer le bâtiment. Au cours de l'opération l'Oberfunkmaat (Maître-Principal Officier Radio) Gottfried Fischer est tué. L’U-505, évacué par son équipage et hors de combat, est abordé par une chaloupe du Pillsbury, portant une compagnie d'abordage, négligeant l’équipage qui s'est jeté à l'eau ou dans des radeaux. Avec de grand risques, les marins américains s’emparent du bâtiment, de ses appareils radars, des documents et des codes secrets, neutralisant 13 des 14 charges de sabordage connues pour être installées dans ce type de sous-marin. Il s’agit de la première prise en haute mer d’un navire ennemi par la marine des États-Unis depuis la guerre de 1812.
Le bilan de la chasse de ce sous-marin se solde par 1 mort et 59 survivants, dont 3 blessés (y compris Lange). Les autorités navales américaines, voulant garder le secret, décident de diriger l’U-505, non vers Dakar (Sénégal) le port le plus proche, mais vers les Bermudes qui se trouvent à 1 700 milles, pour faire croire à l'amiral allemand Karl Dönitz que le sous-marin avait coulé avec son équipage et avec ses codes secrets. Remorqué par le porte-avions, le sous-marin rejoint un remorqueur et, surtout, le pétrolier Kennesec, chargé de faire le plein de combustible en pleine mer. Et, le 19 juin 1944, l’U-505, battant pavillon américain, entre dans la baie de Port Royal (en), révélant un nouveau type de torpilles : la torpille acoustique G7es (T5) "Zaunkönig" pour laquelle les alliés n’avaient aucune information fiable (les Soviétiques en récupèrent plus tard sur l’épave de l'Unterseeboot 250).

## L’U-505pièce de musée

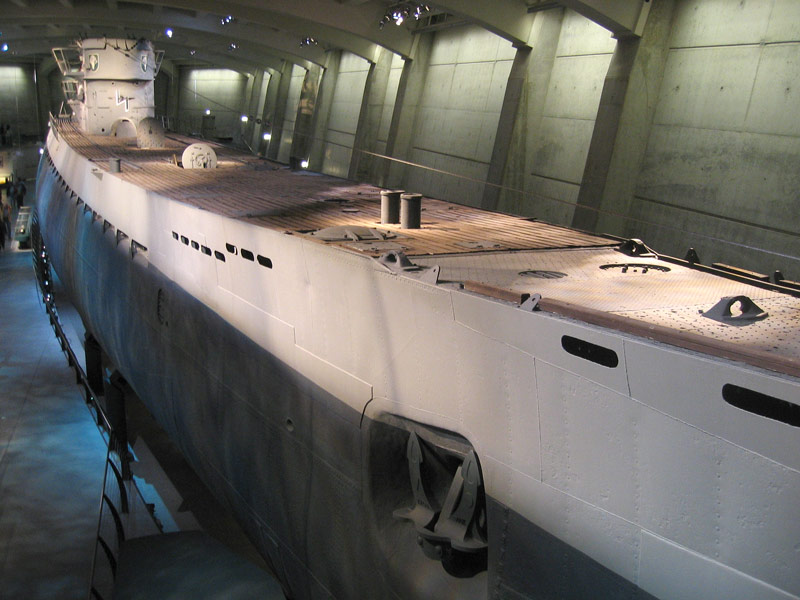
L’U-505 au musée de Chicago en 2005.

Le bâtiment, révélé au public à la fin de la guerre, fait une tournée d’exposition dans différents ports de l’Atlantique dont celui de Portsmouth (New Hampshire). Le commandant Gallery, originaire de Chicago, expose le sous-marin dans sa ville comme prise de guerre, avec l’autorisation du Congrès. Pour payer le transport, il fallait disposer d’une somme de 250 000 dollars, sans compter l’étude des travaux nécessaires pour le transformer en navire musée. Le 14 mai 1954, l’U-505 est remorqué le long du fleuve Saint-Laurent, traverse trois grands lacs, fait quelques escales au Québec, à Baie-Comeau (23 mai 1954) à Montréal, Toronto, Buffalo et Détroit. Le 26 juin 1954, il arrive à Chicago : il restait à résoudre l’acheminement final jusqu’au Museum of Science and Industry, qui se trouve à 264 mètres du rivage.
Après avoir été vidé de son appareillage superflu, du matériel de survie, des couchages et de quelques cloisons pour l'alléger le plus possible, le sous-marin est hissé à l’aide d’un treuil et de 42 vérins sur des rouleaux d’acier et tiré vers sa dernière destination. Le vendredi 3 septembre, le bâtiment a effectué un peu plus de la moitié du parcours, ce qui montre la série de manœuvres longues, laborieuses et délicates à effectuer. Le 25 septembre 1954, le conservateur du musée inaugure la présence de la Kriegsmarine devant 15 000 spectateurs, le vice-amiral Daniel V. Gallery qui représente les hommes qui ont capturé le sous-marin, en présence du révérend père Christopher J. Weldon qui termine la réception de l’U-Boot par une prière.
La différence de température dans la ville de Chicago peut atteindre plus de 50 °C [réf. nécessaire] entre les fortes chaleurs et les refroidissements, entraînant soit la possible dilatation, soit la contraction de la coque de plus de 6 centimètres.